# Shinken

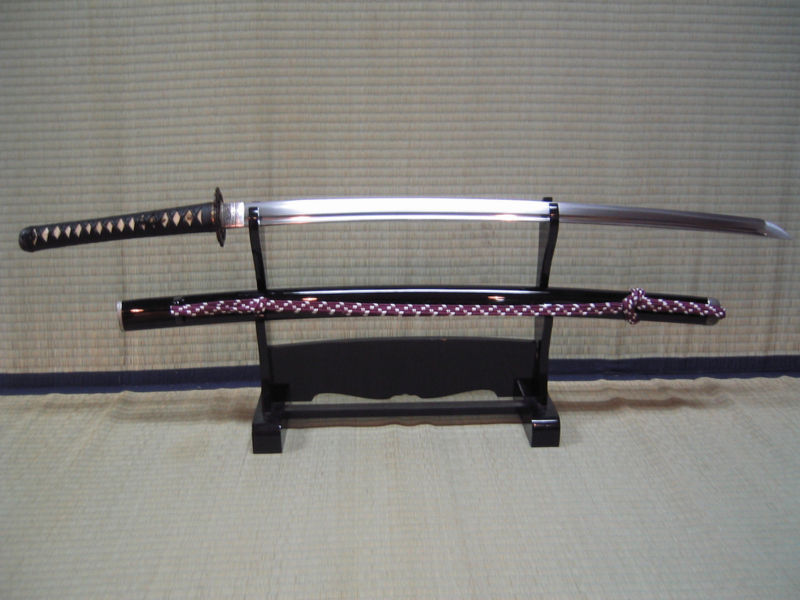
Ett shinken.

Shinken (真剣, しんけん) avser ett skarpt, "äkta", japanskt svärd, katana, av vilka det finns många typer såsom tachi, wakizashi, tantō, ōdachi, nagamaki, och naginata. Uttrycket används i kontrast till träningsverktyg som bokken och shinai.
Ett shinken är tillverkat enligt traditionella metoder och lockar främst samlare, men används även av högre grader i bland annat budōsporten iaidō. Svärdet är skarpslipat och används i tameshigiri-träning och bör hanteras med försiktighet och kunskap. Ett iaitō eller mogitō är ett oslipat enklare svärd för iaidō övningar, som förekommer och ställer mindre krav på utövaren än ett verkligt shinken. 
"Gendaitō" är handsmidda shinken som fortfarande tillverkas av runt 200 aktiva japanska svärdsmeder, vilka är medlemmar av Japanska Svärdsmedsförbundet. Deras årliga produktion begränsas av japansk lag. Detta tillika med krav på högt specialiserad färdighet och att huvudandelen är manuellt arbete, bidrar till de höga priser som ett i Japan tillverkat shinken (Nihontō) betingar. Därför finns också en stor marknad för billigare "shinken" tillverkade utanför Japan -  främst i Kina. Dessa ratas av samlare, men är lättare att komma över och duger till budō-övningar, till vilket man inte vill riskera skador på ett värdefullare svärd.
Det finns även en brasiliansk budō-organisation med namnet Instituto Shinken.

## Tameshigiri

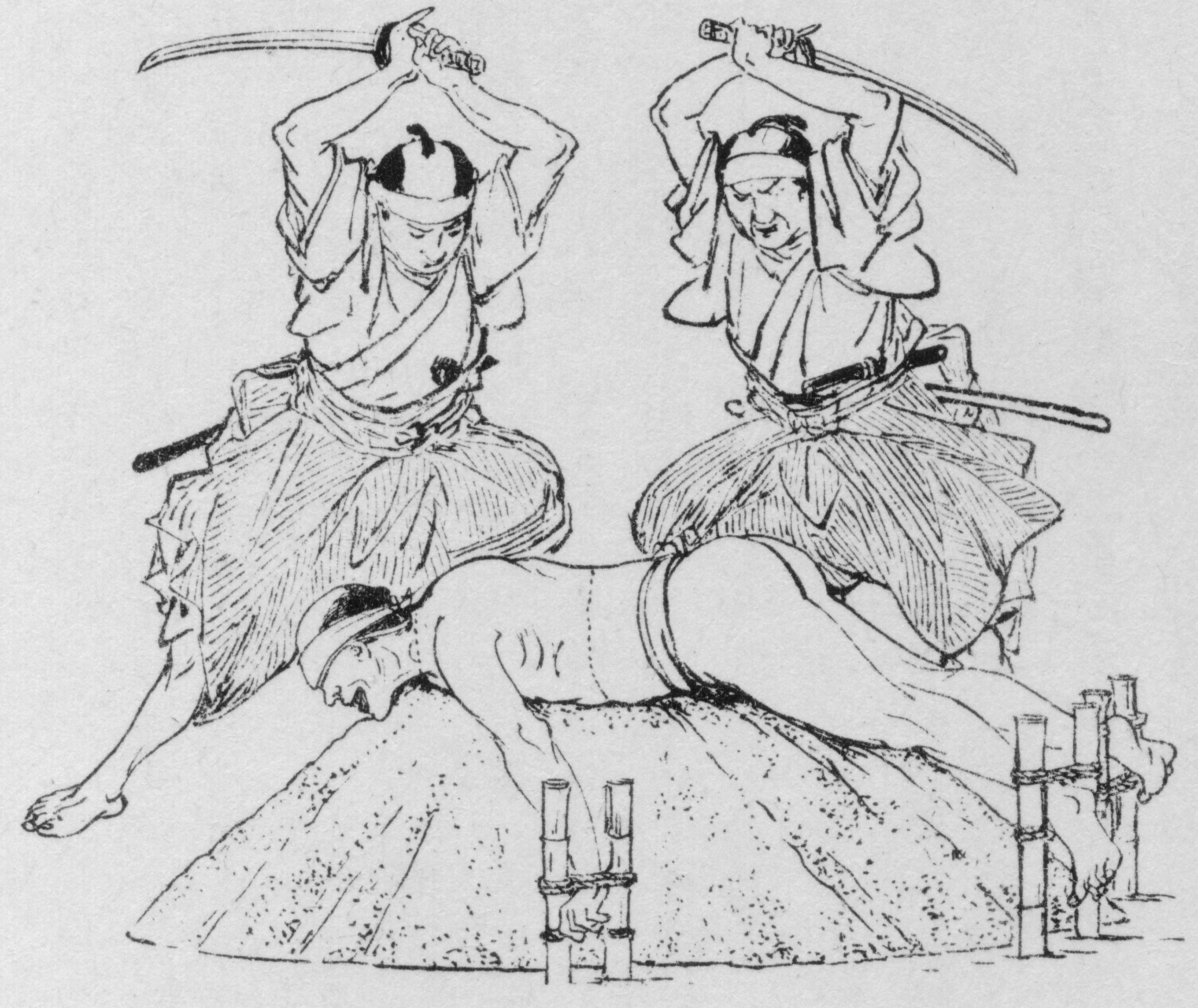
Tameshigiri på en dödsdömd straffånge.

Tameshigiri (試し斬り, 試し切り, 試斬, 試切) är den japanska konsten att testhugga ett föremål.  Företeelsen vann popularitet under Edoperioden för att pröva japanska svärds kvalitet och utövas än i dag. Formell kvalitetstest kunde tidigare endast utföras av de skickligaste svärdsmännen för att dennes förmåga inte skulle vara en faktor som inverkade på svärdets duglighet. Material som kom till användning varierade, men rishalm, wara, tatami-mattors översta lager goza eller bambu var vanliga. Även avrättningar kunde utföras som tameshigiri.
Det finns också en brasiliansk budō-organisation med namnet Instituto Shinken.